# Michael Heizer
Michael Heizer 1944-ben született Kaliforniában. Amerikai Land Art egyik jelentős alakja.

## Pályafutása
Ő volt az első, aki az említett tételt (Az általuk „bekeretezett" látvány legfőbb tartalma a földi álszín különböző minőségének megmutatása, a geológiai rendezettség esztétikai értékének kiemelése, az erózió erejének, az időjárás következményeinek feldolgozása volt, miközben érzékenyen ügyeltek arra, hogy műveikben, mesterségesen kialakított mélységekben s magasságokban az ember léptéke, alakja felidézhető legyen. A természetrajz és a művészet eltérő perspektívái az ember fogalmában és fizikai tényében erednek – sejtetik a munkák.) a Mojavesivatagban létrehozott Kettős negatív (1969) és Kiemelt/Visszahelyezett tömeg (1969) című művével megragadhatóvá tette. Néhány land art műve prekolumbián építészetre emlékeztet. 
A Barnet Newman-i fenségességnek, a subline adaptációját, természetbe helyezését mutatják Michael Heizer alkotásai. Ő nem épített, hanem kivájt.
Kettős negatívokat hozott létre. Itt nagyon fontos a dislocation kategóriája, ámi a helyszíneknek az egymásba való áthelyezését jelenti (Tiravanijanál is láttuk a helyszínek megváltoztatását, felcserélését). Itt sokkal inkább a tájban, a minimal art-hoz hasonló áthelyezésekről van szó.

## Alkotásai
- Visszahelyezett tömeg: (1969) Egy kb. 8 tonnányi követ emelt ki, majd visszahelyezte saját helyére.
- Kettős negatív: (1969) Heizer 1970-ben a Mormon Mesa-sivatagban (Nevada) egy új Kettős negatív létrehozása közben 740 ezer tonna földet mozgatott meg, hogy az egymással derékszögben találkozó két hatalmas árok a természetes érintetlenségben lévő táj szervező elemévé legyen. Egy majdnem szabályos kör alapú völgykatlanba, az átmérő (kört érintő) két végén kb 30 m magas, és 8–10 m mély bevágást csinált. Két, szemben elhelyezkedő teret vájt a kőbe, melyek kettős negatívként reflektáltak egymásra (az emberi és természeti formák egységét jelezve). Ezeknek szakrális tér jellegük van.
- 1986-ban megbízást kapott arra, hogy elhagyott amerikai szénbányából alakítson ki olyan tájformációkat, melyek a teknősbéka, hal, kígyó és béka jeleit adják ki a felettük repülő gépek utasainak számára. A land art itt nyilvánvalóan történelem előtti ízekkel kacérkodó alkalmazott tájdekorációvá vált.

Heizer a maga valójában megközelíthetetlen és elképzelhetetlen kiterjedésű, minőségű munkáit leginkább nagyméretű színes fotókon mutatta be, amelyeket a fotókritikusok lekicsinylően „behemót, ragyogóan színezett tájképekként" írtak le.

## Külső hivatkozások
- New York Times, reference article
- Webpage of Heizer at the Dia Art Foundation
- Levitated Mass Michael Heizer in the spotlight of California. (world press review)